# Медаль Королевы за отвагу
Медаль Королевы за отвагу (QGM) — медаль, вручаемая подданным Великобритании и стран Содружества за гражданский подвиг, отвагу. Является третьей по старшинству гражданской наградой.

## История
Медаль была учреждена 20 июня 1974 года взамен ордена Британской империи за отвагу, медали Британской империи за отвагу, и колониальной полицейской медали за отвагу. На этом закончилась довольно странная ситуация, когда орден Британской империи за отвагу вручался за меньшие подвиги, чем медаль Георга, но при этом считался более почётным, чем последняя. С 30 ноября 1977 года медаль может вручаться также посмертно, что также послужило поводом для отмены полицейской медали королевы за отвагу.
С момента учреждения медаль получили более 1000 человек.

## Положение
Медаль вручается гражданским лицам за так называемые «образцовые подвиги», хотя она может быть вручена и военным. Награждённый может использовать после своего имени литеры «QGM».

## Описание
Серебряная медаль имеет форму круга диаметром 36 мм. На аверсе медали коронованный короной святого Эдуарда профиль королевы Елизаветы II.
На реверсе надпись в четыре строки «The Queen’s Gallantry Medal» (Медаль Королевы за отвагу) с лавровыми веточками по бокам, с изображением сверху королевской короны.
 Лента медали муаровая тёмно-синяя, с жемчужно-серой полоской по центру. Размер полосок равновелик. В центре серой полоски розовая полоска 1 мм шириной.
При повторном награждении на ленту медали крепится серебряная лавровая веточка.